# Bangda (Baxoi)
Bangda, auch Bamda, Pomda (chinesisch 帮达镇, Pinyin Bāngdá Zhèn) ist eine Großgemeinde im Kreis Baxoi der Stadt Qamdo im Autonomen Gebiet Tibet der Volksrepublik China. Die Fläche beträgt 471 Quadratkilometer und die Einwohnerzahl 2.284 (Stand: Zensus 2010).
Bangda wird auch poetisch die "weiten Weideflächen von Bamda" (tibetisch: Pashö / དཔའ་ཤོད་རྫོང) genannt und liegt an der ehemaligen Teeroute.

## Flughafen
Der Flughafen Bangdas war bis zum September 2013 mit 4334 m der höchstgelegene Flughafen der Welt.